# На війну
«На війну́» (також «Виряджання новобранців на війну» та «Проводи на війну») — картина російського художника Костянтина Савицького (1844—1905), завершена в 1888.
Належить Державному Російському музею в Санкт-Петербурзі (інв. Ж-4228). Розмір картини — 207,5 × 303,5 см. На полотні зображені події часів російсько-турецької війни 1877—1878 років, але на ньому показані не військові дії, а жаль рідних і близьких, які розлучаються з солдатами, що йдуть на війну.

## Історія
Савицький розпочав роботу над картиною «На війну» в другій половині 1870-х. Перший варіант картини, завершений 1880 року, експонувався на 8-й виставці Товариства пересувних художніх виставок («пересувників»). Появу на виставці полотна Савицького зустріла низка критичних зауважень, хоча були й позитивні відгуки — наприклад, художній критик Володимир Стасов визнавав, що, «незважаючи на багато недоліків, і в цій картині було багато правди і почуття». Під сильним враження від критики Савицький вирішив переписати картину, а першу її версію, як виявилось по багатьох роках, розітнув на частини.
Другий, остаточний варіант картини був презентований на 16-й виставці Товариства пересувних художніх виставок, що відкрилась 28 лютого (11 березня) 1888 в Петербурзі. Цього разу картину зустріли прихильніше: зокрема, художник Ілля Ріпин відмічав, що «Савицького картина „На війну“ дуже добре вийшла», а критик Володимир Стасов писав, що вона є «важливою сторінкою в історії російського мистецтва». Згодом мистецтвознавець Михайло Солольников відмічав, що полотно Савицького «На війну» належить «до найвизначніших картин російської реалістичної школи живопису».